# Helpless
『Helpless』（ヘルプレス）は、青山真治監督による1996年の日本映画。『EUREKA』『サッド ヴァケイション』と続く“北九州サーガ”の第一作である。青山の劇場用映画監督デビュー作品であり、浅野忠信の初主演作品でもある。WOWOW製作による「J・MOVIE・WARS3」のうちの1作。

## ストーリー
1989年、高校生の健次は、仮出所した片腕のヤクザである安男と再会する。安男は、親分が死んで組は解散したとかつての兄貴分が言っても信用せず、彼を殺してしまう。安男は自分のバッグと妹を健次に預け、親分探しに出かける。健次は安男と待ち合わせていたドライブインへと向かうが、精神病院に入院していた父親が自殺を図った事を知り、彼もトラブルを起こしてしまう。

## キャスト
- 白石健次：浅野忠信
- 松村安男：光石研
- 松村ユリ：辻香緒里
- 秋彦：斉藤陽一郎
- ウェイトレス：伊佐山ひろ子
- コック：諏訪太郎
- 坂梨：永澤俊矢
- 白石辰造：りゅう雅登
- 警官：梅田剛利
- チンピラ：木村良亮
- 五郎：木滝和幸

## スタッフ
- プロデューサー：仙頭武則、小林広司
- 協力プロデューサー：柘植靖司
- 監督・脚本：青山真治
- 助監督：清末裕之、古厩智之
- 編集：掛須秀一
- 撮影：田村正毅
- 美術：磯見俊裕
- 照明：佐藤譲
- 録音：滝澤修
- 音楽：青山真治、山田功

## 受賞
- 第11回高崎映画祭
  - 若手監督グランプリ
  - 最優秀主演男優賞：浅野忠信
- 第18回ヨコハマ映画祭
  - 主演男優賞：浅野忠信
- 第6回日本映画プロフェッショナル大賞
  - 作品賞